# Дреновец при Лесковцу
Дреновец при Лесковцу (словен. Drenovec pri Leskovcu) је насељено место у општини Кршко, Посавска регија, Словенија.

## Историја
До територијалне реорганизације у Словенији био је у саставу старе општине Кршко.

## Становништво
У попису становништва из 2011. године, Дреновец при Лесковцу је имао 58 становника.
| Број становника према пописима | Број становника према пописима | Број становника према пописима |
| ------------------------------ | ------------------------------ | ------------------------------ |
| 1991                           | 2002                           | 2011                           |
| 37                             | 35                             | 58                             |

Напомена: До 1953. исказивано под именом Дреновец.